# Dimetrodon loomisi
Dimetrodon loomisi — вид диметродонів. Жив на території сучасних штатів Техас і Оклахома, США. Відкритий Romer, 1937 року . Статус — валідний.